# 庫克利
51°13′28″N 25°38′53″E / 51.22444°N 25.64806°E
庫克利（烏克蘭語：Кукли）是烏克蘭西部的村莊，隸屬沃倫州的卡明-卡希爾斯基區。該村始建於1577年，面積2.07平方公里，海拔高度173米，2001年人口835，人口密度每平方公里403.38人。